# Holzmühle (Kulmbach)
Holzmühle (oberfränkisch: Huldsmüll) ist ein Gemeindeteil der Großen Kreisstadt Kulmbach im Landkreis Kulmbach (Oberfranken, Bayern). Holzmühle liegt in der Gemarkung Lösau.

## Geografie
Die Einöde liegt im tief eingeschnittenen Tal der Dobrach. Im Süden grenzt der Ziegelhüttener Forst an. Dort befindet sich die Anhöhe Ebenberg (476 m ü. NHN, 0,8 km südwestlich). Die Bundesstraße 85 führt nach Lösau (1,3 km nordwestlich) bzw. nach Höferänger (2,4 km südlich).

## Geschichte
Der Ort wurde 1398 als „Holzmule“ im Landbuch der Herrschaft Plassenberg erstmals urkundlich erwähnt. Der Ortsname bedeutet die am Wald [=holz] gelegene Mühle. Holzmühle unterstand zu dieser Zeit der Burggrafschaft Nürnberg und in deren Rechtsnachfolge dem Markgraftum Brandenburg-Kulmbach.
Gegen Ende des 18. Jahrhunderts gab es in Holzmühle 2 Anwesen (1 Mahlmühle, 1 Gütlein). Das Hochgericht übte das bayreuthische Stadtvogteiamt Kulmbach aus. Die Grundherrschaft über die beiden Anwesen hatte das Kastenamt Kulmbach.
Von 1797 bis 1810 unterstand der Ort dem Justiz- und Kammeramt Kulmbach. Mit dem Gemeindeedikt wurde Holzmühle dem 1811 gebildeten Steuerdistrikt Kirchleus und der 1812 gebildeten Ruralgemeinde Kirchleus zugewiesen. Infolge des Zweiten Gemeindeedikts (1818) wurde der Ort in die neu gebildete Ruralgemeinde Lösau umgemeindet. Am 1. Januar 1976 wurde Holzmühle im Zuge der Gebietsreform in Bayern nach Kulmbach eingegliedert.

### Einwohnerentwicklung
| Jahr      | 001819 | 001861 | 001871 | 001885 | 001900 | 001925 | 001950 | 001961 | 001970 | 001987 |
| Einwohner | *      | 21     | 16     | 14     | 12     | 11     | 19     | 14     | 11     | 11     |
| Häuser    |        |        |        | 2      | 2      | 2      | 2      | 3      |        | 2      |
| Quelle    | [ 11 ] | [ 12 ] | [ 13 ] | [ 14 ] | [ 15 ] | [ 16 ] | [ 17 ] | [ 18 ] | [ 19 ] | [ 1 ]  |

## Religion
Der Ort ist seit der Reformation evangelisch-lutherisch geprägt und nach St. Maria Magdalena (Kirchleus) gepfarrt.